# Governo De Gasperi VIII
Il Governo De Gasperi VIII è stato il settimo esecutivo della Repubblica Italiana, il primo della II legislatura.
Esso, nato in seguito alle elezioni politiche dello stesso anno, è rimasto in carica dal 16 luglio al 17 agosto 1953 (sebbene già dimissionario dal precedente 28 luglio), per un totale di appena 32 giorni, ovvero 1 mese e 1 giorno.
Fu il primo governo repubblicano a non ricevere la fiducia dal parlamento, vanificando l'incarico conferito dal presidente Luigi Einaudi. Il 21 luglio infatti, dopo che De Gasperi ebbe formato il suo ottavo governo interamente formato da esponenti della Democrazia Cristiana (DC) pochi giorni prima (16 luglio), questi si presentò dinnanzi ai deputati, i quali tuttavia gli negarono la fiducia respingendo l’ordine del giorno Moro con 282 voti contro, 263 a favore e 37 astensioni — Votarono contro: comunisti, socialisti, monarchici, missini; si astennero: liberali, socialdemocratici, repubblicani; votarono a favore i democristiani. Al Senato invece, a causa del voto negativo della Camera, la discussione non ebbe mai luogo e furono solo annunciate da Attilio Piccioni, in data 28 luglio, le dimissioni definitive di De Gasperi.

## Compagine di governo

### Appartenenza politica
L'appartenenza politica dei membri del Consiglio dei ministri si può così riassumere:
| Partito | Partito              | Presidente | Ministri | Commissari | Sottosegretari | Totale |
| ------- | -------------------- | ---------- | -------- | ---------- | -------------- | ------ |
|         | Democrazia Cristiana | 1          | 18       | 4          | 30             | 53     |
| Totale  | Totale               | 1          | 18       | 4          | 30             | 53     |

### Provenienza geografica
La provenienza geografica dei membri del Consiglio dei ministri si può così riassumere:
| Regione               | Presidente | Ministri | Commissari | Sottosegretari | Totale |
| --------------------- | ---------- | -------- | ---------- | -------------- | ------ |
| Trentino-Alto Adige   | 1          | -        | 1          | 1              | 3      |
| Veneto                | -          | 3        | -          | 5              | 8      |
| Lazio                 | -          | 3        | -          | 4              | 7      |
| Lombardia             | -          | 1        | -          | 3              | 4      |
| Piemonte              | -          | 1        | -          | 3              | 4      |
| Toscana               | -          | 2        | -          | 1              | 3      |
| Calabria              | -          | 1        | 1          | 1              | 3      |
| Campania              | -          | 1        | -          | 2              | 3      |
| Sicilia               | -          | 1        | -          | 2              | 3      |
| Liguria               | -          | 1        | 1          | 1              | 3      |
| Friuli-Venezia Giulia | -          | 1        | 1          | -              | 2      |
| Basilicata            | -          | -        | -          | 2              | 2      |
| Puglia                | -          | -        | -          | 2              | 2      |
| Sardegna              | -          | -        | -          | 2              | 2      |
| Abruzzo               | -          | 1        | -          | -              | 1      |
| Marche                | -          | -        | -          | 1              | 1      |

### Situazione parlamentare
| Camera                  | Collocazione | Partiti                                                                          | Seggi     |
| ----------------------- | ------------ | -------------------------------------------------------------------------------- | --------- |
| Camera dei Deputati     | Governo      | DC (263)                                                                         | 263 / 590 |
| Camera dei Deputati     | Opposizione  | PCI (143), PSI (75), PNM (40), MSI (29), PSDI (19), PLI (13), PRI (5), Misto (3) | 327 / 590 |
| Senato della Repubblica | Governo      | DC (116)                                                                         | 116 / 237 |
| Senato della Repubblica | Opposizione  | PCI (51), PSI (26), PNM (16), MSI (9), UP (9), Misto (10)                        | 121 / 237 |

## Composizione
| Carica                                    | Titolare                              | Titolare | Titolare                              | Sottosegretari |
| Presidenza del Consiglio dei ministri     | Presidenza del Consiglio dei ministri | Presidenza del Consiglio dei ministri | Presidenza del Consiglio dei ministri | Sottosegretario di Stato alla Presidenza del Consiglio |
| ----------------------------------------- | ------------------------------------- | --- | ------------------------------------- | --- |
| Presidente del Consiglio dei ministri     |                                       | | Alcide De Gasperi (DC)                | - Giulio Andreotti (DC) Sottosegretario del Consiglio dei ministri - Giorgio Tupini (DC) Sottosegretario per la Stampa e all'Editoria - Roberto Lucifredi (DC) Sottosegretario per la Riforma Burocratica |
| Vicepresidente del Consiglio dei ministri |                                       | | Attilio Piccioni (DC)                 | - Giulio Andreotti (DC) Sottosegretario del Consiglio dei ministri - Giorgio Tupini (DC) Sottosegretario per la Stampa e all'Editoria - Roberto Lucifredi (DC) Sottosegretario per la Riforma Burocratica |
| Ministri senza portafoglio                |                                       | |                                       | |
| Ministri senza portafoglio                |                                       | | Attilio Piccioni (DC)                 | Attilio Piccioni (DC) |
| Ministri senza portafoglio                |                                       | Pietro Campilli (DC) Con delega alla Presidenza del Comitato dei Ministri per la Cassa del Mezzogiorno e per l'esecuzione di opere straordinarie nell'Italia Centrale e Meridionale |                                       | |
| Ministero                                 | Ministri                              | Ministri | Ministri                              | Sottosegretari di Stato |
| Affari esteri                             |                                       | | Alcide De Gasperi (DC)                | - Lodovico Benvenuti (DC) - Francesco Maria Dominedò (DC) |
| Interni                                   |                                       | | Amintore Fanfani (DC)                 | - Guido Bisori (DC) |
| Bilancio                                  |                                       | | Giuseppe Pella (DC)                   | - Mario Ferrari Aggradi (DC) |
| Finanze                                   |                                       | | Ezio Vanoni (DC)                      | - Edgardo Castelli (DC) - Angelo Giacomo Mott (DC) |
| Tesoro                                    |                                       | | Giuseppe Pella (DC) (ad interim)      | - Gennaro Cassiani (DC) - Mario Zotta (DC) - Ennio Avanzini (DC) - Rodolfo Vicentini (DC) |
| Grazia e Giustizia                        |                                       | | Guido Gonella (DC)                    | - Fernando Tambroni (DC) |
| Difesa                                    |                                       | | Giuseppe Codacci Pisanelli (DC)       | - Gaetano Vigo (DC) - Giacinto Bosco (DC) - Edoardo Martino (DC) |
| Industria e Commercio                     |                                       | | Silvio Gava (DC)                      | - Emilio Battista (DC) - Gioacchino Quarello (DC) |
| Commercio con l'Estero                    |                                       | | Paolo Emilio Taviani (DC)             | - Lodovico Benvenuti (DC) |
| Agricoltura e Foreste                     |                                       | | Rocco Salomone (DC)                   | - Luigi Gui (DC) - Mariano Rumor (DC) |
| Lavori Pubblici                           |                                       | | Giuseppe Spataro (DC)                 | - Emilio Colombo (DC) |
| Lavoro e Previdenza Sociale               |                                       | | Leopoldo Rubinacci (DC)               | - Umberto Delle Fave (DC) - Dino Del Bo (DC) |
| Trasporti                                 |                                       | | Giuseppe Togni (DC)                   | - Giovanni Bovetti (DC) |
| Marina Mercantile                         |                                       | | Bernardo Mattarella (DC)              | - Basilio Focaccia (DC) |
| Poste e Telecomunicazioni                 |                                       | | Umberto Merlin (DC)                   | - Enrico Carboni (DC) |
| Pubblica Istruzione                       |                                       | | Giuseppe Maria Bettiol (DC)           | - Angelo Di Rocco (DC) - Raffaele Resta (DC) |
| Alti Commissariati                        |                                       | |                                       | |
| Alimentazione                             |                                       | | Rocco Salomone (DC)                   | Rocco Salomone (DC) |
| Igiene e Sanità Pubblica                  |                                       | | Tiziano Tessitori (DC)                | Tiziano Tessitori (DC) |
| Igiene e Sanità Pubblica                  |                                       | Franco Varaldo (DC) Alto Commissario Aggiunto |                                       | |
| Turismo                                   |                                       | | Pietro Romani (DC)                    | Pietro Romani (DC) |

## Cronologia

### 1953

#### Giugno
- 7 giugno - Si svolgono le elezioni politiche. La coalizione formata dalla Democrazia Cristiana, dal Partito Socialista Democratico Italiano, dal Partito Repubblicano Italiano e dal Partito Liberale Italiano non raggiunge alla Camera dei deputati il 50,1% dei voti. Avanzano, invece, le destre missine e monarchiche come anche le sinistre.

#### Luglio
- 16 luglio - Il presidente della Democrazia Cristiana, Alcide De Gasperi, forma il suo ottavo governo, composto solo da esponenti della DC.
- 21 luglio - Il presidente Alcide De Gasperi presenta ai due rami del Parlamento il suo governo. La Camera dei deputati il 28 luglio respinge l'ordine del giorno sulla fiducia con 282 voti contrari, 263 voti a favore e 37 astensioni. Al Senato della Repubblica, visto il risultato negativo alla Camera, non avrà luogo. Nella seduta del Senato il vicepresidente del Consiglio, Attilio Piccioni, si limiterà ad annunciare le dimissioni del presidente del Consiglio.
- 28 luglio - De Gasperi si dimette[5].

### Esplicative
1. ↑  Di cui uno era anche Vicepresidente del Consiglio dei ministri.
2. ↑  SVP (3).
3. ↑  Tecnicamente al Senato la votazione non si tenne mai, poiché già la Camera aveva rigettato la questione di fiducia. Il posizionamento rappresentato è dunque frutto di uno scenario ideale, tenendo conto delle posizioni dei partiti politici e dei rappresentanti, sia in generale che alla Camera.
4. ↑  PSDI (4), PLI (3), SVP (2), Altri (1).

### Bibliografiche
1. ↑   De Gasperi espone le direttive per l'azione del nuovo governo, su archiviolastampa.it, 17 luglio 1953.
«Roma, 16 luglio. Il nuovo Governo ha prestato stamane il giuramento di rito nelle mani del Capo dello Stato. De Gasperi è giunto al Quirinale alle dieci e mezzo con i due decreti di nomina, uno per se stesso ed uno per tutti i ministri. Einaudi li ha firmati ed ha poi accolto il giuramento del Presidente del Consiglio.»
2. ↑   Il giuramento nelle mani di Einaudi, su archiviolastampa.it, 18 agosto 1953.
3. ↑   1953 - 1958 VIII governo De Gasperi, su dellarepubblica.it. URL consultato il 29 marzo 2018.
4. ↑   VIII Governo De Gasperi / Governi /  Camera dei deputati - Portale storico, su storia.camera.it. URL consultato il 29 marzo 2018.
5. ↑   Il governo De Gasperi si è dimesso dopo il voto contrario della Camera, su archiviolastampa.it, 29 luglio 1953.